# Demetriadina
Los demetriadinos (Demetriadina) son una subtribu de coleópteros adéfagos de la familia Carabidae. Se distribuyen por todo el Paleártico y el África subsahariana.

## Géneros
Tiene los siguientes géneros:
- Cylindrocranius Chaudoir, 1878
- Demetrias Bonelli, 1810